# Antichloris trinitates
Antichloris trinitates är en fjärilsart som beskrevs av Rothschild 1912. Antichloris trinitates ingår i släktet Antichloris och familjen björnspinnare. Inga underarter finns listade i Catalogue of Life.